# Gorušičina plavulja
Gorušičina plavulja ili rotkvičava tupavica (lat. Hebeloma sinapizans) je nejestiva gljiva (ili čak lagano otrovna) iz porodice Hymenogastraceae. 

## Opis
- Klobuk gorušičine plavulje je širok od 5 do 12 centimetara, najprije konveksan zatim otvoren i tupo ispupčen, mesnat, može biti žutorđav, prljavosmeđ ili crvenkastosmeđ, za vlažna vremena malo mazav, rub je svjetliji i malo valovit.
- Listići su prilično gusti, uski i poput luka prirasli na stručak, ili ponekad mogu biti trbušasti i slobodni, smeđi, oštrica je sitno pahuljičasta.
- Stručak je visok od 5 do 15 centimetara, u pravilu valjkast, pri dnu nešto deblji ili gomoljasto zadebljan, blijed ili bjelkast i prirašteno smeđe čehast, šupalj; od sredine klobuka prema cjevastoj šupljini visi meso klobuka poput viska, odnosno sige. Ova se najtipičnija značajka najbolje vidi na presjeku stručka.
- Meso je prilično debelo, bljedoliko, zadah je neugodan po rotkvici (lat. Raphanus sativus), okus gorak.
- Spore su ovalno eliptične, malo bradavičave, 10 – 12 x 6 - 8 μm, u masi poput boje duhana.

## Stanište
Gorušičina plavulja u kasno ljeto i jesen u skupinama ili krugovima po svim šumama, često se može pronaći u parkovima, osobito ispod breze.        

## Upotrebljivost
Gorušičina plavulja nije jestiva, vjerojatno lagano otrovna.

## Sličnosti
Gorušičina plavulja je pravi predstavnik roda Hebeloma u koje ne postoji ni jedna jestiva vrsta. Prilično je raširena i prava je šteta što nije jestiva. Vrlo lako se može zamijeniti također nevaljalom plavuljom (lat. Hebeloma crustuliniforme Quel.), koja ima svjetliji klobuk, a stručak je uvijek pun, po čemu se najbitnije razlikuje od gorušičine plavulje.